# Jagdgeschwader 117
Das Jagdgeschwader 117 war ein Verband der Luftwaffe der Wehrmacht im Zweiten Weltkrieg.

## Geschichte
Die I. Gruppe des Jagdgeschwaders 117 wurde als Ausbildungseinheit am 22. August 1944 in Brieg (Lage) aus der I. Gruppe des Nahaufklärungsgeschwaders 102 aufgestellt. Ein Geschwaderstab oder weitere Gruppen bestanden nicht. Am 15. Oktober 1944 wurde die I. Gruppe in die II. Gruppe des Jagdgeschwaders 105 umbenannt. Damit hatte das Geschwader aufgehört zu bestehen.

## Gruppenkommandeur
I. Gruppe
- Major Kuno Ebeling, 22. August 1944 bis 15. Oktober 1944[4]